# 白兔 (愛麗絲夢遊仙境)
白兔（英語：White Rabbit）是路易斯·卡羅兒童奇幻小說《愛麗絲夢遊仙境》的虛構人物，在該作第一章首度登場，穿著背心，還帶著懷表和一柄雨傘，總是匆匆忙忙地趕時間。主角愛麗絲因為追逐白兔而掉下兔子洞並進入仙境。白兔在仙境內一度把愛麗絲誤認為牠的女僕瑪麗安，牠在小說最後幾章裡是紅心王后和紅心國王的部下。

## 原型及構想
作者卡羅形容白兔這個角色：「白兔若要說是愛麗絲的同類還是相反的角色，我想是相反的。愛麗絲年輕氣盛、勇敢有為，但白兔膽小怕事、優柔寡斷。」
白兔的原型眾說紛紜，有說法認為是愛麗絲·李道爾的父親、牛津大學基督堂學院院長亨利·李道爾博士:34。也有說法認為是李道爾家的家庭醫師亨利·亞克藍，他平時容易遲到。此外，艾倫·懷特在其著作《Alice and the White Rabbit？》中認為惠特比聖瑪莉教堂入口左側柱子上長耳朵兔子造型可能是白兔的靈感來源，因為卡羅於1850年代曾造訪過該處。

## 改編
在迪士尼1951年動畫電影《愛麗絲夢遊仙境》裡，白兔由比爾·湯普森配音。
在提姆·波頓執導的迪士尼真人電影裡，白兔由麥可·辛配音。該片中白兔名叫麥崔（McTwisp），牠雖然為紅心女王做事，但實際上是反抗勢力的成員，瘋帽客派遣牠去尋找愛麗絲。麥可·辛形容白兔「是個温暖的角色，但同時他總是緊緊張張的，時間對他很重要。在被召唤的時候他會變得非常勇敢。」

## 文化影響

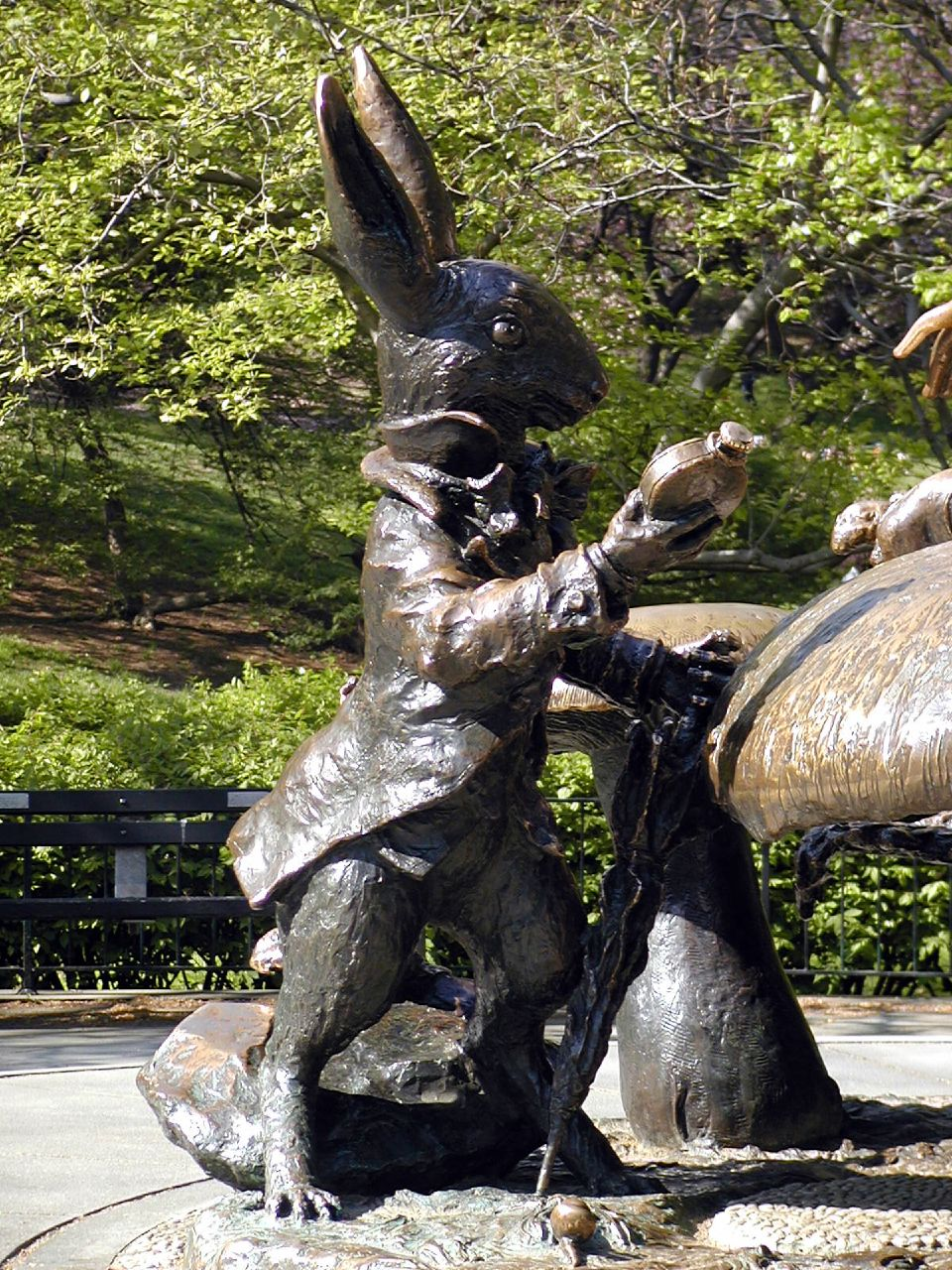
紐約市中央公園內的白兔雕像。

- 一顆1999年發現的小行星（小行星17942（法语：(17942) Lapinblanc））以白兔命名[7]。
- 美國紐約市中央公園的《愛麗絲夢遊仙境》系列雕塑包含了白兔的雕像[8]。有關這尊雕像的身分到底是白兔還是三月兔曾經引發爭議，雕塑創作者Jose de Creeft（英语：Jose de Creeft）的遺孀表示那是白兔[9]。
- 在英國臨海城鎮蘭迪德諾也有白兔的雕像，揭幕於1933年[10]。
- 在電影《駭客任務》的一個片段裡，主角尼歐被指引要跟著白兔走。這是對《愛麗絲夢遊仙境》白兔的參照[11]。

## 外部連結
- 白兔角色描述 （页面存档备份，存于）（英文）
- 網際網路電影資料庫上白兔的資料（英文）